# Brittiska Formel Renault 2007
Brittiska Formel Renault 2007 var ett race som vanns av Duncan Tappy.

## Delsegrare
| Bana           | Vinnare         | Vinnare            |
| -------------- | --------------- | ------------------ |
| Brands Hatch   | Jeremy Metcalfe | Duncan Tappy       |
| Rockingham     | Duncan Tappy    | Duncan Tappy       |
| Thruxton       | Dean Smith      | Dean Smith         |
| Croft          | Will Bratt      | Will Bratt         |
| Oulton Park    | Will Bratt      | Jeremy Metcalfe    |
| Donington Park | Alexander Sims  | Dean Smith         |
| Snetterton     | Duncan Tappy    | Duncan Tappy       |
| Brands Hatch   | Duncan Tappy    | Will Bratt         |
| Donington Park | Duncan Tappy    | Duncan Tappy       |
| Thruxton       | Duncan Tappy    | Riki Christodoulou |

## Slutställning
| Plats | Förare             | Poäng |
| ----- | ------------------ | ----- |
| 1     | Duncan Tappy       | 512   |
| 2     | Dean Smith         | 491   |
| 3     | Will Bratt         | 416   |
| 4     | Adam Christodoulou | 384   |
| 5     | Jeremy Metcalfe    | 333   |
| 6     | Riki Christodoulou | 324   |
| 7     | Richard Singleton  | 313   |
| 8     | Alexander Sims     | 272   |
| 9     | Alex Morgan        | 193   |
| 10    | Chris Holmes       | 192   |